# نيكولا يوبيستش
نيكولا يوبيستش (بالسيريلية الصربية: Никола Љубичић) (و. 1916 – 2005 م) هو سياسي من يوغوسلافيا .
وهو عضو في رابطة شيوعيي يوغسلافيا .

## روابط خارجية
- نيكولا يوبيستش على موقع مونزينجر (الألمانية)